# それいゆ
それいゆはかつて存在した日本の女性誌である。
中原淳一が昭和21年8月に第1号を発刊。季刊・隔月刊誌。昭和35年8月（秋の号）まで、全63冊が発行された。

## 誌名の変遷
それいゆはフランス語で太陽の意。
創刊号は『Soleil』であるが、のち『ソレイユ』も使われた。第9号以降は『それいゆ』となった。

## 表紙絵
中原淳一の表紙絵の印象が強いが、創刊当初は木部清（第1号）、藤田嗣治（第2号）、長沢節（第4号）、岩田専太郎（第5号）、宮本三郎（第6号）、木下孝則（第8号）が描いている。中原淳一は、3号、7号、9号から60号までを描いた。61号から63号（最終号）は淳一が絵筆を持つことができない状態となり写真となった。

## 誌面
創刊号には美貌の新進バイオリニスト、諏訪根自子(当時26歳)の写真つきコラムが載っている。